# Катмыш (Муслюмовский район)
Катмы́ш (тат. Катмыш) — деревня в Муслюмовском районе Республики Татарстан, в составе Муслюмовского сельского поселения.

## Этимология
Топоним произошёл от татарского слова «каты» (твердый, жёсткий): Катмыш ˃ каты + -мыш (источник, вода которого жесткая).

## География
Деревня находится в 3 км к северо-западу от районного центра — села Муслюмово.

## История
В окрестностях деревни выявлены археологические памятники: катмышская стоянка (эпоха неолита), катмышское селище (именьковская культура).
Деревня основана в XVIII веке.
До 1860-х годов предки современного татарского населения входили в сословия тептярей и государственных крестьян. Основными  занятиями местных жителей являлись земледелие и скотоводство, были распространены рыболовство, пчеловодство.
В «Списке населенных мест по сведениям 1870 года», изданном в 1877 году, населённый пункт упомянут как деревня Варяш (Катмыш) 2-го стана Мензелинского уезда Уфимской губернии. Располагалась при речке Катмыше, по левую сторону просёлочной дороги из Мензелинска в Бугульму, в 50 верстах от уездного города Мензелинска и в 25 верстах от становой квартиры в селе Александровское (Кармалы). В деревне, в 18 дворах жили 135 человек (64 мужчины и 71 женщина, татары, башкиры). Жители занимались земледелием, скотоводством.
В начале XX века земельный надел сельской общины составлял 463,3 десятины.
До 1920 года деревня входила в Ирехтинскую волость Мензелинского уезда Уфимской губернии. С 1920 года в составе Мензелинского кантона ТАССР. С 10 августа 1930 года – в Муслюмовском, с 1 февраля 1963 года – в Сармановском, с 12 января 1965 года в Муслюмовском районах.
В 1930 году в деревне организован колхоз «Якты юл», в 1958 году вошёл в состав объединенного колхоза «Путиловец» (село Муслюмово), в 1961 году переименован в колхоз имени Кирова. В 1994–2005 годах коллективное предприятие «Чулпан», с 2002 года крестьянское (фермерское) хозяйство.
До 2014 года здесь действовала начальная школа.

## Население
| 1858 | 1870 | 1884 | 1913 | 1920 | 1926 | 1938 | 1949 | 1958 | 1970 | 1979 | 1989 | 2002 | 2010 | 2017 |
| ---- | ---- | ---- | ---- | ---- | ---- | ---- | ---- | ---- | ---- | ---- | ---- | ---- | ---- | ---- |
| 122  | 135  | 126  | 233  | 267  | 206  | 244  | 268  | 224  | 222  | 210  | 187  | 203  | 194  | 210  |

Национальный состав села — татары.

## Экономика
Жители занимаются полеводством, мясо-молочным скотоводством.

## Инфраструктура
В деревне действует фельдшерско-акушерский пункт.